# Dessain Printing
Dessain Printing is een Belgische drukkerij, gevestigd in  Mechelen. In 1680 richtte een verre voorouder van de huidige bedrijfsleiding een eigen boekhandel/drukkerij op. De belangrijkste tak van het familiebedrijf is geëvolueerd tot een moderne en competitieve rotatiedrukkerij.
Het bedrijf werd in 1680 als een zelfstandige boekhandel-drukkerij gestart in het Noord-Franse Reims onder de naam "A la Bible d'Or" en was gespecialiseerd in de publicatie en de productie van religieuze werken, hoofdzakelijk in opdracht van de toenmalige bisschop van Reims.

## Luik
In 1740 verhuisde Jean Dessain, een van de zonen van de Noord-Franse drukker, samen met de bisschop mee naar Luik. Hij opende er een nieuwe boekhandel-drukkerij die zich, net als het bedrijf van zijn vader, zou specialiseren in religieuze publicaties en schoolboeken. Het bedrijf in Luik groeide op korte tijd uit tot de officiële drukkerij van het prinsbisdom.

## Religieuze boeken
De uitbreiding naar Mechelen dateert uit 1854. Hubert Dessain, een van de erven uit de familie, nam toen in de Bleekstraat in Mechelen, Drukkerij Hanicq over. Die drukkerij bezat op dat ogenblik het pauselijk voorrecht om alle katholieke uitgaven te drukken, te verkopen en te exporteren. Na de overname werd besloten dat de drukkerij van Dessain in Luik, zich voortaan uitsluitend zou toespitsen op de productie van schoolboeken. De vestiging in Mechelen zou zich verder specialiseren in de productie van religieuze boeken in het Latijn. 80% van haar productie was bestemd voor buitenlandse markten tot ver buiten Europa: de VS, Canada, Argentinië, Brazilië, enz.
Tot halverwege de 20ste eeuw bediende de drukkerij hiermee een echte wereldmarkt.
Begin de jaren 1960 oriënteerde Dessain zich naar commercieel en publicitair drukwerk als gevolg van een besluit van het tweede Vaticaans Concilie (1962), dat voortaan het gebruik van de volkstaal in de liturgie toeliet.

## Artis-boeken
Dessain was vanaf het einde van de Tweede Wereldoorlog tot 1995 exclusieve leverancier van de Artis-boeken, prentboeken waarvan de illustraties tegen inruiling van spaarpunten verkregen werden.
Vanaf het einde van de 20ste eeuw is de specialisatie het drukken van huis-aan-huis bedeelde reclamefolders, catalogi, inserts voor magazines en kranten. Hiervoor werden vanaf 1973 de eerste rotatiepersen in gebruik genomen en verhuisde de drukkerij vanuit het centrum van Mechelen naar een industriezone buiten de stad.

## Mechelen
Karel ridder Dessain was naast bedrijfsleider van de Drukkerij Dessain tussen 1909 tot aan zijn overlijden in 1944 senator en burgemeester van Mechelen.
Mechelaars associëren de naam Dessain met voetbalclub KV Mechelen (°1904) want een van de mede-oprichters en jarenlang de eerste voorzitter was kanunnik Francis Dessain, de jongere broer van Karel Dessain, beiden zonen van Pierre Dessain.